# Бефи (Л'Аквила)
Бефи (итал. Beffi) је насеље у Италији у округу Л'Аквила, региону Абруцо.
Према процени из 2011. у насељу је живело 48 становника. Насеље се налази на надморској висини од 648 м.